# Lachnolaimus maximus
Lachnolaimus maximus es un pez de la familia Labridae en el orden de los Perciformes. En español se le conoce como pez perro, perro de mar, boquinete o doncella de pluma.

## Morfología
Los machos pueden llegar alcanzar los 91 cm de longitud total y los 11 kg de peso.

## Distribución geográfica
Se encuentra desde Nueva Escocia (Canadá), Bermuda y el norte del Golfo de México hasta el norte de Sudamérica.